# Prisque la Romaine
Cet article traite de Priscille, martyre chrétienne du IIIe siècle. Pour la sainte du Ier siècle de même nom, voir Priscille (épouse d'Aquila).
Prisque ou Prisque la Romaine (en latin Prisca), ou encore Priscille, était, selon la tradition catholique qui voit en elle une sainte, une jeune romaine, martyrisée sous l'empereur Claude II le Gothique au IIIe siècle.

## Hagiographie

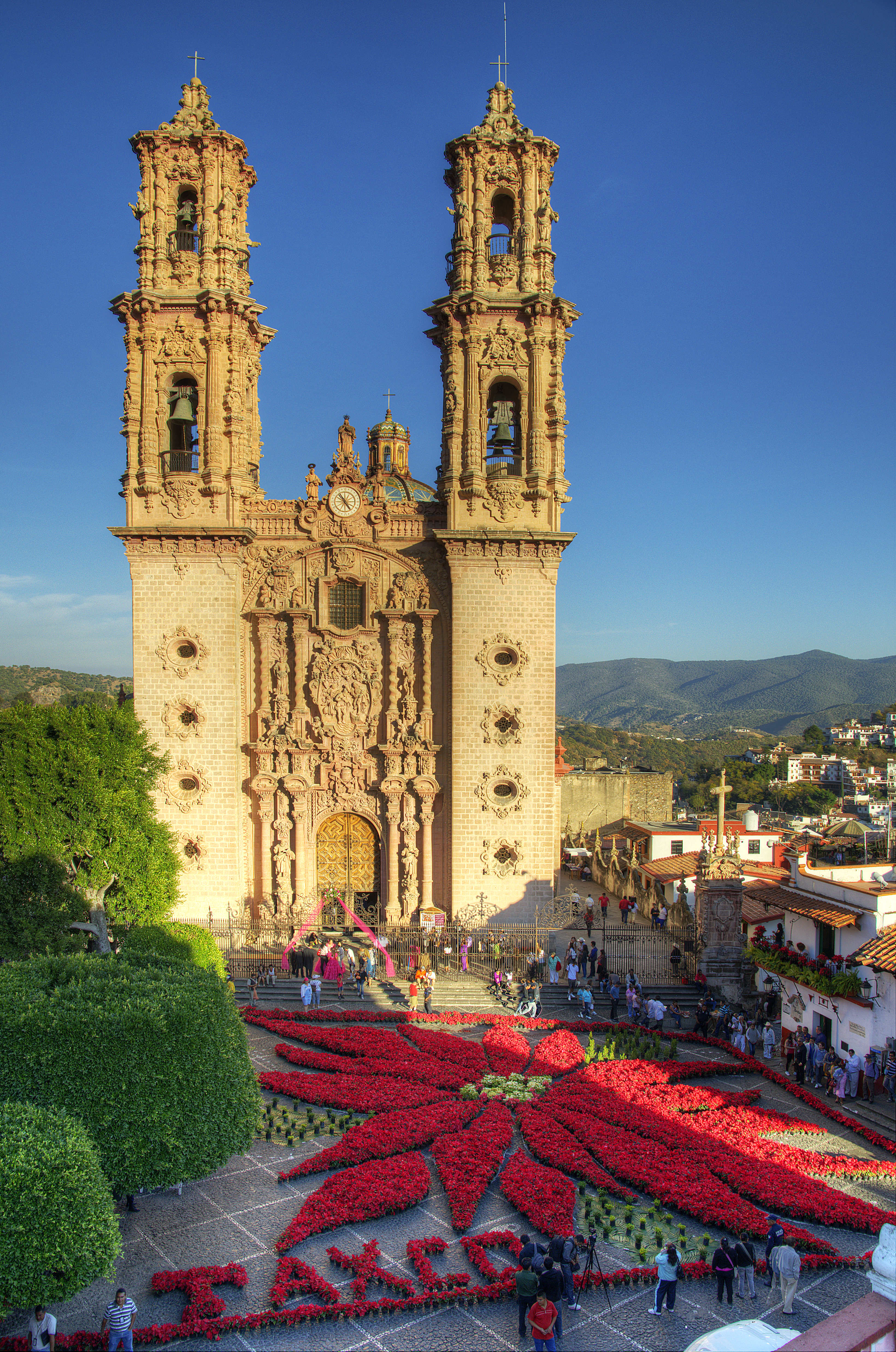
L'église Santa Prisca à Taxco au Mexique.

Les Acta Priscae fixent son martyre sous Claude II (268-270) et son enterrement sur la Via Ostiensis, d'où son corps sera plus tard déplacé dans l'Aventin.  
Une autre tradition précise que sainte Prisque était d'une famille noble. À treize ans, elle est accusée de christianisme au IIIe siècle, en raison de la persécution par l'empereur Claude II. Il lui ordonne de faire un sacrifice au dieu Apollon. Quand elle refuse, en raison de sa foi chrétienne, selon le Martyrologe romain, elle est soumise à de nombreuses tortures : elle est battue et envoyée en prison. Elle est toutefois libérée après un certain temps, mais elle continue d'affirmer fermement sa foi en Jésus-Christ. Mise à nouveau en prison, sa peine comprend cette fois, la flagellation, l'ébouillantage à la suif, puis elle est une nouvelle fois rendue captive. Elle est enfin jetée à un lion dans une arène, mais il se couche tranquillement à ses pieds.  
Elle est affamée pendant trois jours dans une maison-prison pour esclaves, puis torturée à une crémaillère. Des morceaux de chair lui sont arrachés avec des crochets de fer puis elle est jetée au bûcher.
Elle reste  miraculeusement en vie, mais elle est décapitée à la dixième étape de la Via Ostiensis, la route de Rome à Ostie. Les chrétiens enterrent son corps dans la Catacombe de Priscille, sur l' Aventin, la plus ancienne à Rome, à l'endroit de sa mort. 
Les restes présumés de la sainte ont été trouvés au cours du VIIIe siècle par le pape Eutychien puis transférés à l'église éponyme. Celle-ci est construite sur le site, très tôt. Le Priscoe Titulus, est mentionné au Ve siècle. 
Au XVIIIe siècle, une tablette de bronze est trouvée près de cette église, avec une inscription datée de l'an 224. Par celle-ci, un sénateur nommé Caius Marius Pudens Cornelianus obtient la citoyenneté dans une ville de l'Hispanie romaine. En raison du fait que ces tablettes étaient généralement mises en place dans les maisons de la personne ainsi honorée, il est possible que le palais du sénateur se trouvait à l'endroit où l'église a été construite ultérieurement. D'autre part, il existait peut-être au domicile de Prisque une église domestique où l'usage d'une partie de la maison était réservé aux chrétiens pour l'exercice de leur culte. Il ne peut être prouvé que la martyre enterrée dans la catacombe de Priscilla, appartenait à la même famille ou était identique au fondateur du titre de l'église.
Sainte Prisque est honorée par l'Église catholique, et plus particulièrement en Angleterre, comme une enfant martyre, le 18 janvier.
Selon Marie-Françoise Baslez, Prisca est un surnom latin très répandu, abréviation de Priscilla. La confusion est donc souvent faite avec l'épouse d'Aquila Priscille, mais les dates des deux saintes sont distantes d'à peu près deux-cents ans.

## Sources
- Les saintes vierges et martyres dans l'Espagne du XVIIe siècle: Culte et image Cécile Vincent-Cassy (la béatification de Sainte Prisca - p. 44
- (it) Angela Cerinotti, Santi e Beati di ieri e di oggi, Verona, Demetra, 1999.  (ISBN 8844013169)